# Crash Team Racing Nitro-Fueled
Crash Team Racing Nitro-Fueled è un videogioco di guida sviluppato da Beenox, pubblicato in occidente da Activision il 21 giugno 2019 e in Giappone da SEGA il 1º agosto 2019. Il videogioco è il remake di Crash Team Racing, sviluppato originariamente da Naughty Dog per PlayStation, con una nuova grafica, nuovi modelli in alta definizione e un nuovo doppiaggio. 
Il gioco include anche molti contenuti di Crash Nitro Kart (tutte le 13 piste, i kart, le arene, i personaggi e le modalità battaglia) e di Crash Tag Team Racing (kart, personaggi, skin, decalcomanie e citazioni), nonché personaggi e skin provenienti da svariati giochi di tutta la serie.

## Trama
Un extraterrestre di nome Nitros Oxide, che sostiene di essere il corridore più veloce della galassia, è giunto per sfidare la Terra ad un gioco chiamato "Sopravvivenza del più Veloce", il pilota designato del pianeta dovrà gareggiare con lui. Se a vincere sarà il pilota terrestre, Oxide promette di lasciare la Terra in pace, ma se vincerà, la trasformerà in un parcheggio di cemento e renderà schiavi gli abitanti. In risposta, Crash Bandicoot, Neo Cortex, Coco Bandicoot e i rispettivi compari dovranno scegliere fra loro il pilota più abile, tramite una serie di gare, che andrà a sfidare Oxide in una gara uno contro uno.

## Personaggi
Sono utilizzabili 56 piloti, di cui 8 disponibili sin dall'inizio del gioco (come nell'originale), 6 sbloccabili giocando la modalità avventura, 1 battendo le sfide a tempo (N.Tropy), 1 tramite codice (Penta Pinguino), 40 (i 25 personaggi sbloccabili tramite i Gran Premi, ora sono disponibili anche essi nel Pit Stop, essendo gli eventi stagionali terminati) usando le monete Wumpa (valuta in-game ottenibile giocando) o acquistando bundle con valuta reale (Nitros Oxide Edition).

### Piloti di Crash Team Racing
- Crash Bandicoot: protagonista della serie, è un bandicoot mutante creato dal Dr. Cortex che ha salvato il mondo più volte dai folli piani di quest’ultimo. Ora è in prima fila per sfidare Oxide.
- Dr. Neo Cortex: la nemesi di Crash, scienziato pazzo intenzionato a conquistare il mondo. In questa occasione, ha deciso di allearsi con il suo peggior nemico per poter salvare il mondo dalla minaccia di Oxide perché quest'ultimo non conquisti il mondo al suo posto.
- Tiny Tiger: tigre della tasmania mutante, è uno dei più fedeli servitori di Cortex nonché uno dei più forti fisicamente, ma non brilla per intelletto.
- Coco Bandicoot: la geniale sorella minore di Crash, è un’esperta di informatica e tecnologia.
- Dr. N. Gin: fedele assistente di Cortex, è un brillante ingegnere con un razzo inesploso in testa, in seguito a un incidente.
- Dingodile: un altro dei mutanti di Cortex, è per metà dingo e per metà coccodrillo, armato di lanciafiamme.
- Polar: un cucciolo di orso polare, amico di Crash.
- Pura: un cucciolo di tigre amica di Coco proveniente dall'epoca della Cina antica.
- Penta Pinguino: personaggio segreto, sbloccabile con un codice. È un pinguino proveniente dall’Era Glaciale. Appare per la prima volta nel manga Dansu! De Jump! Na Daibouken.
- Ripper Roo: un canguro blu completamente folle, è il boss e campione delle corse nell’arena di N. Sanity Beach.
- Papu Papu: il gigantesco capo e sciamano indigeno, boss e campione nell’arena delle Rovine Perdute.
- Komodo Joe: uno dei due fratelli Komodo. È un varano mutante maestro di spada. È il boss nell’arena del Parco dei ghiacciai.
- Pinstripe: un potoroo mutante con attitudini da gangster, boss nell’area della Cittadella.
- Finto Crash: il misterioso imitatore di Crash. Sbloccabile dopo aver ottenuto la Gemma Viola nell’Avventura.
- Nitros Oxide: perfido alieno del pianeta Gasmoxia, autoproclamatosi il più veloce pilota della galassia. Ha sfidato i corridori terrestri in una gara per il destino del pianeta. È il boss finale dell’Avventura.
- Nefarious Tropy: il diabolico scienziato viaggiatore del tempo. Ottenibile solo dopo aver battuto tutti i suoi tempi in tutte le piste del gioco, escluse le piste bonus.

### Piloti di Crash Nitro Kart
- Crunch Bandicoot: bandicoot mutante alto e muscoloso, con una protesi meccanica al posto della mano destra. È stato creato dal Dr. Cortex come arma definitiva, ma dopo essersi ribellato al suo creatore è diventato una sorta di fratello maggiore per Crash e Coco.
- Velo vero: il crudele e dispotico sovrano della galassia che prende il suo nome. Fanatico delle corse, si considera il corridore più esperto dell’universo. Di fronte ai suoi sudditi si presenta alla guida di un enorme robot sintetico che lo fa sembrare imponente e spaventoso, ma in realtà è un essere di piccola statura.
- Krunk: il primo dei campioni di Velo, originario del Pianeta Terranea. È una creatura con le sembianze di uno scimmione dal pelo azzurro, vestito con abiti aztechi. Odia i terrestri, ritenendo che abbiano in qualche modo copiato il suo pianeta.
- Piccolo Norm: un mimo alieno di stazza minuta, proveniente dal pianeta Fenomena, del quale è il campione. Si esprime solo tramite dei fischi e non parla mai. Ha un grande amore per i libri e non ama realmente correre.
- Grosso Norm: è il gemello di Piccolo Norm, a differenza di quest’ultimo è di stazza enorme e parla. Arrogante e spavaldo ma anche leale e sportivo.
- Nash: uno squalo con innesti cibernetici, campione del pianeta Barin. È stato progettato per muoversi continuamente, quindi è sempre iperattivo e non dorme mai.
- Geary: sofisticato robot del pianeta Teknee, il più abile dei corridori di Velo. Ha una doppia personalità, può passare rapidamente dall’essere malvagio e con uno smisurato odio per le creature organiche, all’essere servizievole e gentile, con una grande ossessione per la pulizia.
- N. Trance: un altro dei nemici di Crash. È un essere ovoidiale che si muove su un corpo meccanico, proveniente dalla quinta dimensione. È un folle maestro dell'ipnotismo, in grado controllare le menti altrui.
- Zam: uno degli scagnozzi di Oxide, è un rettile quadrupede dal comportamento simile a quello di un cane.
- Zem: altro scagnozzo di Oxide, è un alieno corpulento dal comportamento irriverente e selvaggio. Ha la pessima abitudine di ruttare.

### Piloti Bonus
- Tawna Bandicoot: avvenente femmina di bandicoot di cui Crash è innamorato. È un membro del team Nitro.
- Isabella: bandicoot femmina, membro del team Nitro. Nella versione americana del gioco parla con un accento italiano. In Crash Team Racing era una delle ombrelline che premiavano il giocatore sul podio (Crash e Coco).
- Ami: bandicoot femmina, membro del team Nitro. Nella versione americana del gioco parla con un accento brasiliano. In Crash Team Racing era una delle ombrelline che premiavano il giocatore sul podio (Tiny, Dingodile, Ripper Roo, Papu Papu, Komodo Joe, Pinstripe, Finto Crash, N. Tropy e Penta Pinguino).
- Liz: bandicoot femmina, membro del team Nitro. Nella versione americana del gioco parla con un accento britannico. In Crash Team Racing era una delle ombrelline che premiavano il giocatore sul podio (Polar e Pura).
- Megumi: bandicoot femmina, membro del team Nitro. Nella versione americana del gioco parla con un accento giapponese. In Crash Team Racing era una delle ombrelline che premiavano il giocatore sul podio (Cortex e N. Gin).
- Baby T: cucciolo di tyrannosaurus rex, proveniente dall'Era Preistorica, amico di Crash.
- Baby Crash: versione bebè di Crash Bandicoot.
- Baby Coco: versione bebè di Coco Bandicoot.
- Spyro: il piccolo drago viola protagonista dell'omonima serie videoludica
- Hunter: un ghepardo amico di Spyro, apparso per la prima volta in Spyro 2. Porta sempre con sé un arco e delle frecce.
- Nasty Norc: nemico giurato di Spyro, è il capostipite della razza Nork, creature metà gnomo e metà orco. Indossa un'armatura comprensiva di elmetto, bracciali e corazza con speroni acuminati. Odia i draghi, responsabili del suo esilio.
- Nitrus Brio: un tempo assistente di Cortex, il primo ad affiancarlo nei suoi loschi progetti, lo ha poi tradito alleandosi con Crash per salvare la Terra nel secondo capitolo della serie. È abilissimo nel creare pozioni.
- Komodo Moe: varano mutante, fratello di Komodo Joe. Di corporatura molto più massiccia, meno intelligente del fratello ma molto più forte fisicamente.
- Nina Cortex: nipote di Neo Cortex. Il suo aspetto è sinistro e spettrale, tipicamente goth. Suo zio le ha impiantato due protesi metalliche al posto delle mani.
- Koala Kong: è un koala mutante, di stazza imponente e estremamente muscolosa, dotato di un'immensa forza fisica. Kong è lo scagnozzo più stupido di Neo Cortex, dato che quando il dottore lo ha creato, ha messo troppi protoni nei suoi muscoli e non abbastanza nel cervello.
- Pasadena O'Possum: è una femmina di opossum antropomorfa di origini texane e pilota esperta. Lavora per Von Clutch e sembra avere una cotta per Crash.
- Ebenezer Von Clutch: folle genio cyborg, di origini tedesche e dall'accento germanico. Il suo passatempo preferito è l'alta velocità. È il proprietario di MotorWorld, parco tematico dove si svolgono pericolose corse automobilistiche.
- Re Pollo: è un comune pollo con una corona in testa. Si tratta di un personaggio inedito ed è sbloccabile nell'avventura, recuperando 5 uova d'oro nella mappa.
- Hasty: è un alce antropomorfa in abito aviatore, altro personaggio inedito nella serie. Si tratta di una rivisitazione di Trippo (poi rinominato "Fasty" dalla community), mascotte con le sembianze da ippopotamo precedentemente creata dal designer di Naughty Dog Bob Rafei, per un motore di ricerca di un suo amico. Essendo stato inserito erroneamente dallo stesso Rafei nella galleria CTR del suo sito internet, il personaggio divenne noto alla community di Crash Bandicoot.[3][4]
- Rilla Roo: mutante ibrido come Dingodile, come suggerisce il nome è un incrocio fra un gorilla e un canguro. Indossa un pantalone a righe bianche e rosse a vita alta. Incapace di parlare si esprime solo tramite versi e gesti scimmieschi e non sembra particolarmente intelligente.
- Yaya Panda: è una femmina di panda che vive in una foresta di bambù. Quando Nitros Oxide minaccia di distruggere la sua amata foresta, si rivolge a Crash Bandicoot per ottenere aiuto.
- Chick Ventriglio e Stew: due polli antropomorfi (non si sa se mutanti o alieni), conduttori di CTR TV che introducono i Gran Premi. Mentre Chick è più professionale e composto, con un'ottima parlantina, Stew si lascia spesso trasportare ed è sempre entusiasta delle nuove vetture in palio con i Gran Premi. A partire dal Gran Premio "Vacanze Invernali" scendono in pista come piloti.
- Megamix: mostruosa creatura nata a causa di una fusione accidentale tra Neo Cortex, N.Gin, Tiny Tiger e Dingodile, precedentemente apparsa solamente come boss finale segreto in Crash Bandicoot XS.
- Imperatore Velo XXVII: invitato da Oxide a partecipare al Gran Premio di Gasmoxia, per sfidare i terrestri. Si presenta nel corpo robotico che utilizza per nascondere la sua reale identità, come visto in Crash Nitro Kart
- Assistente di laboratorio: un androide con occhiali, camice bianco e capelli a spazzola creato da Cortex nella Neo-Cor Systems, un macchinario presente nei sotterranei della Macchina del Tempo in cui vengono prodotte moltissime varianti di questi androidi, con lo scopo di aiutarlo, proteggere il suo castello e i suoi laboratori e invadere le varie ere storiche.
- Baby Cortex: versione bebè di Cortex, apparso per la prima volta nel filmato finale di Crash Bandicoot 3: Warped.
- Baby N. Tropy: versione bebè di N. Tropy, apparso per la prima volta nel filmato finale di Crash Bandicoot 3: Warped.
- Rilla Roo Originale: una "seconda versione" di Rilla Roo, disponibile come personaggio a parte. Questa versione è stata realizzata in seguito alle varie critiche dei fan per via del suo nuovo aspetto non fedele a quello originale.
- Cassa Checkpoint di Ferro: una semplice ed inespressiva Cassa Checkpoint di ferro. Presenta 4 varianti ottenibili come skin: Cassa di Legno, Cassa TNT, Cassa Nitro e Cassa Punto Esclamativo Viola (proveniente da Crash Bash). È stata introdotta per via di un meme su Reddit che ritraeva ironicamente la suddetta cassa come pilota.

### Altri
- Aku Aku: lo spirito buono di una maschera Tiki, protettore della Terra e di tutti coloro che vi abitano, aiuta Crash ogni volta che lo ottiene da una cassa.
- Uka Uka: il fratello malvagio di Aku Aku, mira a conquistare il pianeta servendosi di Neo Cortex e dei suoi scagnozzi. Anche lui, come Cortex ha deciso di allearsi con i propri nemici per salvare la Terra.
- Velo: La maschera protettore di tutti i villain di CNK, incluso Oxide. È apparsa per la prima volta in Crash Nitro Kart e non appare in modalità avventura come consigliere. Al suo posto c'è Uka Uka.
- Sparx: la libellula amica di Spyro. Protegge Spyro, Hunter e Nasty Norc (nonostante sia cattivo) e i personaggi di Crash solo nella pista Circuito di Spyro. Non appare in modalità avventura come consigliere. Al suo posto c'è Aku Aku.
- Apo Apo: nuova maschera che fa la sua prima comparsa nel GP Terre Rugginose. Il suo design si basa su Aku Aku e su Uka Uka per come apparivano in Crash Of The Titans e in Crash Mind Over Mutant. Protegge tutti i personaggi nella pista Megamix Mania e i personaggi che possiedono la skin Terre Rugginose. Non appare nella modalità Avventura.

## Accoglienza
Crash Team Racing Nitro-Fueled ha ricevuto recensioni generalmente positive, secondo l'aggregatore di recensioni Metacritic. I critici ne hanno elogiato la grafica, i controlli, l'enorme quantità di contenuti e la fedeltà con i titoli di corse originali, sebbene il gioco sia stato criticato per la curva di apprendimento piuttosto alta e i problemi con la modalità online. È stata criticata anche l'inclusione di microtransazioni che sono state aggiunte un mese dopo l'uscita del gioco, in particolare perché le prime interviste dichiararono che nessuna di queste caratteristiche sarebbero state presenti.
Durante la prima settimana di uscita, Nitro-Fueled è stato il titolo più venduto nel Regno Unito.

### Premi
Il gioco ha vinto il premio "Migliore gioco di corse" all'E3 Game Critics Awards 2019 e il premio "Migliore gioco di sport/corse" al The Game Awards 2019. Anche IGN l'ha nominato migliore gioco di corse del 2019. È stato inoltre nominato "Gioco di corse dell'anno" alla 23ª edizione di D.I.C.E. Awards, e "Game, Classic Revival" al NAVGTR Awards.

## Doppiaggio
| Personaggio                     | Doppiatore originale     | Doppiatore italiano                    |
| ------------------------------- | ------------------------ | -------------------------------------- |
| Crash Bandicoot                 | Jess Harnell             | Jess Harnell                           |
| Coco Bandicoot                  | Debi Derryberry          | Martina Tamburello                     |
| Neo Cortex                      | Lex Lang                 | Silvano Piccardi                       |
| N. Gin                          | Corey Burton             | Oliviero Corbetta                      |
| Tiny Tiger                      | John DiMaggio            | Antonello Governale                    |
| Dingodile                       | Fred Tatasciore          | Andrea De Nisco                        |
| Polar                           | Misty Lee                | Misty Lee                              |
| Pura                            | Misty Lee                | Misty Lee                              |
| Ripper Roo                      | Andrew Morgado           | Andrew Morgado                         |
| Papu Papu                       | Dwight Schultz           | Stefano Albertini                      |
| Komodo Joe                      | Fred Tatasciore          | Oliviero Corbetta                      |
| Pinstripe Potoroo               | Robbie Daymond           | Francesco Mei                          |
| Nitros Oxide                    | Corey Burton             | Luca Sandri                            |
| Nefarious Tropy                 | Corey Burton             | Antonello Governale                    |
| Finto Crash                     | Andrew Morgado           | Andrew Morgado                         |
| Penta Pinguino                  | Andrew Morgado           | Andrew Morgado                         |
| Aku Aku                         | Greg Eagles              | Renzo Ferrini                          |
| Uka Uka                         | John DiMaggio            | Gianni Gaude                           |
| Crunch Bandicoot                | Ike Amadi                | Marco Balbi                            |
| Krunk                           | Andrew Morgado           | Silvano Piccardi                       |
| Piccolo Norm                    | Robbie Daymond           | Robbie Daymond                         |
| Grosso Norm                     | André Sogliuzzo          | Giorgio Melazzi                        |
| Nash                            | Dwight Schultz           | Giorgio Melazzi                        |
| N. Trance                       | Michael Gough            | Francesco Mei                          |
| Velo Vero                       | André Sogliuzzo          | Francesco Mei                          |
| Geary                           | Dwight Schultz           | Antonello Governale                    |
| Zam                             | Andrew Morgado           | Andrew Morgado                         |
| Zem                             | André Sogliuzzo          | Mario Zucca                            |
| Chick                           | Roger Craig Smith        | Luca Sandri                            |
| Stew                            | Kevin Michael Richardson | Marco Balzarotti                       |
| Tawna Bandicoot                 | Misty Lee                | Chiara Francese                        |
| Ami                             | Cissy Jones              | Emanuela Pacotto                       |
| Megumi                          | Stephanie Sheh           | Chiara Francese                        |
| Liz                             | Victoria Atkin           | Renata Bertolas                        |
| Isabella                        | Melanie Minichino        | Martina Tamburello                     |
| Baby Crash                      | Jess Harnell             | Jess Harnell                           |
| Baby Coco                       | Debi Derryberry          | Martina Tamburello                     |
| Baby T.                         | Ike Amadi                | Ike Amadi                              |
| Spyro                           | Tom Kenny                | Andrea Oldani                          |
| Hunter                          | Robbie Daymond           | Osmar Santucho                         |
| Nasty Norc                      | Michael Gough            | Antonello Governale                    |
| Nina Cortex                     | Debi Derryberry          | Renata Bertolas                        |
| Komodo Moe                      | Fred Tatasciore          | Mario Zucca                            |
| Nitrus Brio                     | Tom Kenny                | Oliviero Corbetta                      |
| Pasadena O'Possum               | Debi Derryberry          | Emanuela Pacotto                       |
| Ebenezer Von Clutch             | John DiMaggio            | Andrea De Nisco                        |
| Koala Kong                      | Fred Tatasciore          | Antonello Governale                    |
| Rilla Roo / Rilla Roo Originale | Andrew Morgado           | Andrew Morgado                         |
| Yaya Panda                      | Stephanie Sheh           | Vera Calacoci                          |
| Hasty                           | Robbie Daymond           | Andrea Oldani                          |
| Megamix                         | Lex Lang / John DiMaggio | Silvano Piccardi / Antonello Governale |
| Imperatore Velo XXVII           | André Sogliuzzo          | Marco Balzarotti                       |
| Assistente di Laboratorio       | Dwight Schultz           | Dwight Schultz                         |
| Baby Cortex                     | Lex Lang                 | Silvano Piccardi                       |
| Baby N. Tropy                   | Corey Burton             | Antonello Governale                    |